# Kraftwerk Tavanasa/Obersaxen
Das Kraftwerk Tavanasa/Obersaxen ist ein Wasserkraftwerk bei Tavanasa. Es wurde 1946 durch die HOVAG, die spätere Ems-Chemie AG, gebaut. Das Wasserkraftwerk nutzt das Wasser des Tscharbachs und sollte ursprünglich die Stromversorgung der Erbauerin sichern. Heute befinden sich die Anlagen im Bereich der 1962 gegründeten Kraftwerke Vorderrhein AG.
Eine Peltonturbine mit einer Leistung von 4 MW erzeugt hier im Mittel 18,6 Mio. kWh pro Jahr.